# 基恩埃克山 (古滕施泰因阿爾卑斯山脈)
47°57′39″N 15°52′27″E / 47.96083°N 15.87417°E

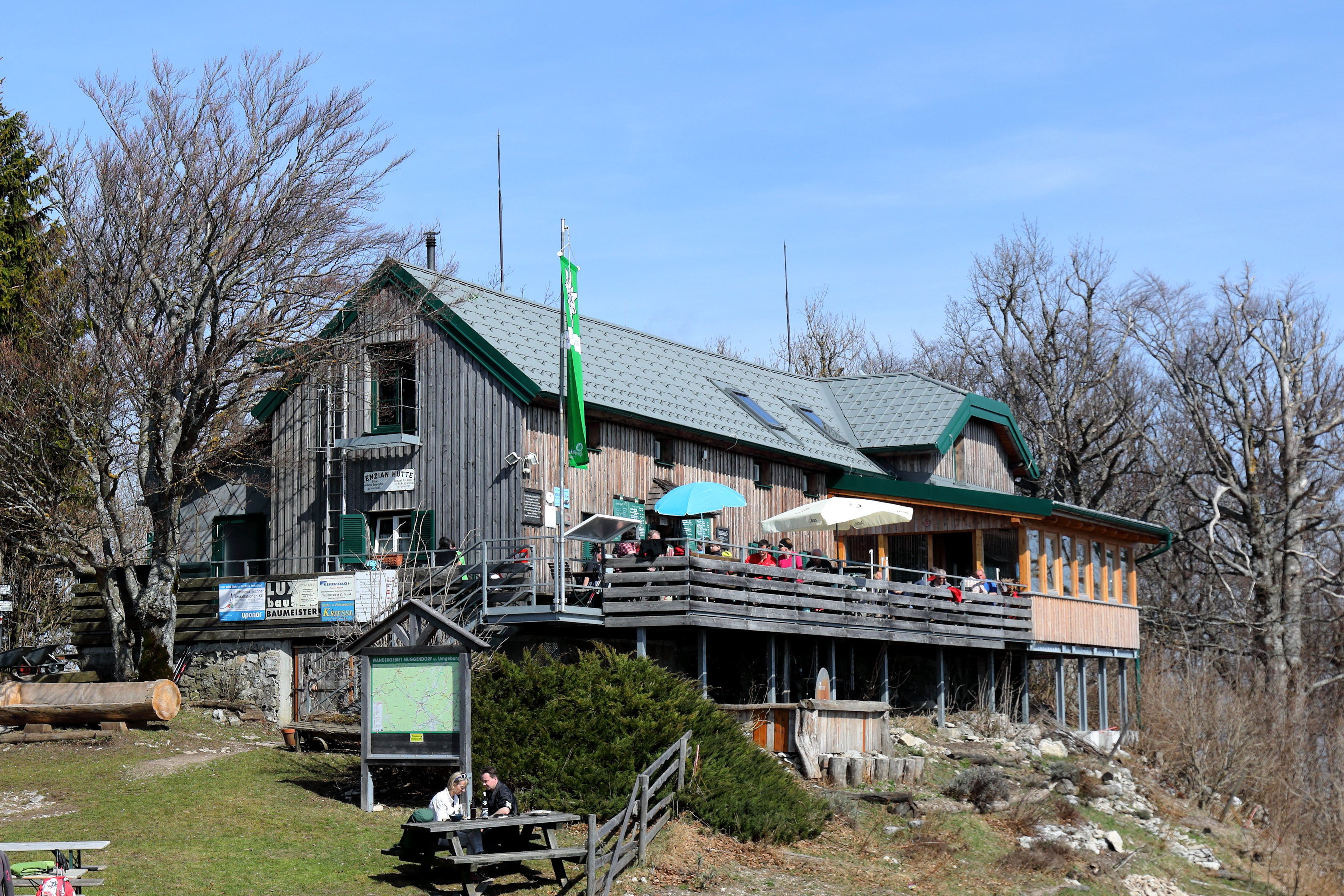

基恩埃克山（德語：Kieneck），是奧地利的山峰，位於該國東部，由下奧地利州負責管轄，屬於古滕施泰因阿爾卑斯山脈的一部分，海拔高度1,107米，每年平均降雨量1,409毫米。